# Глет
Глет (њем. Glött) општина је у њемачкој савезној држави Баварска. Једно је од 27 општинских средишта округа Дилинген ан дер Донау. Према процјени из 2010. у општини је живјело 1.103 становника. Посједује регионалну шифру (AGS) 9773133.

## Географски и демографски подаци
Глет се налази у савезној држави Баварска у округу Дилинген ан дер Донау. Општина се налази на надморској висини од 449 метара. Површина општине износи 11,0 km². У самом мјесту је, према процјени из 2010. године, живјело 1.103 становника. Просјечна густина становништва износи 100 становника/km².